# Steve Bruce
Stephen Roger "Steve" Bruce (født 31. december 1960) er en tidligere engelsk fodboldspiller og nuværende manager. 
Bruce startede sin karriere i Gillingham og Norwich City, før han i 1987 skiftede til Manchester United. 
Bruce var en solid midterforsvarer, som spillede 309 kampe og scorede 26 mål. I sin tid i Manchester United dannede han par i midterforsvaret med Gary Pallister. Med klubben vandt han tre ligamesterskaber, tre FA Cup, en ligacup og en Cup Winners' Cup. Han forlod United i 1996 og skrev kontrakt med Birmingham City. Senere blev han spillende manager i Sheffield United. Han stoppede sin aktive karriere i 1999. 
Han var også manager for Huddersfield Town, Wigan Athletic og Crystal Palace, før han blev ansat i Birmingham i 2001. I november 2007 overtog han managersædet i Wigan. 
Den 3. juni 2009 blev han manager i Sunderland,  og skiftede i 2012 til Hull City, hvor han sagde op i 2016. I stedet overtog han trænersædet i Aston Villa F.C., hvor han to år senere, i oktober 2018, blev fyret efter blot én sejr i ti kampe.